# ティモシー・デューク
ティモシー・ヒュー・ステュアート・デューク（英: Timothy Hugh Stewart Duke FSA、1953年6月12日 - ）は、イギリスの紋章院付紋章官。ノロイ・アルスター統括紋章官、クラレンス統括紋章官を歴任した。

## 経歴
ケンブリッジ大学、フィッツウィリアム・カレッジに学ぶ。紋章官となる以前は、1981年より大学の研究助手職に就いていた。
その後、1989年にルージュ・ドラゴン紋章官補に任じられた。これ以降は紋章官としての道を歩むこととなる。1995年にはチェスター紋章官に昇進した。2014年には上級紋章官であるノロイ・アルスター統括紋章官に就任している。2021年4月にはパトリック・ディッキンソンの後任としてクラレンス統括紋章官に任官した。
2024年、紋章院付紋章官を退官した。
デュークは1994年にハーレー文書刊行会名誉書記となったほか、2018年にはロンドン考古協会フェローにも選出されている。

## 栄典

彼個人の紋章のエスカッションを描いたもの

### 勲章
- - 聖ジョン勲章（英語版）（1988年[10]）
- - 聖マイケル・聖ジョージ勲章（2010年[11]）

### その他
- ハーレー文書刊行会名誉書記[3]
- ロンドン考古協会フェロー（FSA）[9]